# Los Angeles Open 1983
Il Los Angeles Open 1983 è stato un torneo di tennis giocato sul cemento del Tennis Center di Los Angeles negli Stati Uniti. È stata la 57ª edizione del torneo, che fa parte del Volvo Grand Prix 1983. Si è giocato dall'11 al 17 aprile 1983.

## Campioni

### Singolare
Gene Mayer ha battuto in finale  Johan Kriek con il punteggio di 7–6 6–1

### Doppio
Peter Fleming /  John McEnroe hanno battuto in finale  Sandy Mayer /  Ferdi Taygan con il punteggio di 6–1, 6–2